# Galerie Nedbalka
Galerie Nedbalka je nezisková organizace, která byla založena v roce 2012. Galerie sídlí v rekonstruované historické budově na Nedbalově ulici v Bratislavě. Její představitelé si v souladu s podnázvem galerie - Slovenské moderní umění stanovili cíl postupně sbírat, systematicky zpracovávat a prezentovat výtvarná díla 20. století s přesahem do konce 19. a počátku 21. století, které vznikly na Slovensku. Těžiště sbírky spočívá v malbě, ale jsou v ní zastoupeny i sochy a grafika.
Galerie díla prezentuje prostřednictvím stálé expozice, krátkodobých výstav, odborných publikací a výstavních katalogů. Primárně se věnuje výstavní činnosti z tvorby slovenských autorů. Ve sbírce Galerie Nedbalka je v současnosti zastoupeno více než pět set uměleckých děl slovenského výtvarného umění od konce devatenáctého století až po současnost.

## Stálá expozice
Ve výstavních prostorách je na čtyřech patrech vytvořena stálá expozice věnovaná zrodu a vývinu výtvarné moderny Slovenska, která podává obraz o dějinách malířství a sochařství na Slovensku v 20. století. Prostřednictvím přibližně 160 významných obrazů a soch si mohou návštěvníci udělat poměrně ucelenou představu o slovenské výtvarné scéně tohoto období. Díla jsou chronologicky a významově rozčleněné do celků, které naznačují základní tendence výtvarného umění v rozmezí více než jednoho století.
Z vynikajících osobností přelomu století jsou v galerii svými díly zastoupeni Ladislav Medňanský, Dominik Skutecký či Peter Július Kern. Meziválečné umění zastupují Anton Jaszusch, Ľudovít Fulla, Mikuláš Galanda, Martin Benka, Miloš Alexander Bazovský, Cyprián Majerník, Vincent Hložník, Gustáv Mallý, Endre Nemes a další. Divácky známou je Skupina Mikuláše Galandy a tvorba jejích členů - Andreje Barčíka, Vladimíra Kompánka, Rudolfa Krivoša, Milana Laluhy, Milana Paštéky, Andreje Rudavského, Ivana Štubňa a Pavla Tótha. V rámci šiře chápaného současného umění od druhé poloviny 20. století jsou zde zastoupeny díla Júlia Jakobyho, Ernesta Smetáka, Imricha Weinera-Krále, Víry Kraicovej, Ester Martinčekovej-Šimerovej, Ladislava Guderny, Mariána Čunderlíka, Víry Žilinčanovej, Michala Jakabčice, ale i Stanislava Filka, Rudolfa Fily, Milana Dobeše, Jana Ilavský, Júlia Bartfaye a Juraje Rusnáka.

## Realizované výstavy
- Stano Filko, 2012
- Juraj Rusňák. Bioformy, 2013
- Viditelné trvanlivosti: Erik Binder, Lucia Dovičáková, Tomáš Džadoň, Patrik Kovačovský, Marek Kvetan, Svatopluk Mikyta, Michal Moravčík, 2013
- Milan Paštéka, 2013
- Endre Nemes, 2013
- Ašot Haas, 2013
- Malba 2013, výstava finalistů soutěže Malba _ Cena Nadace VÚB za malířské dílo pro mladé umělce
- Rudolf Uher, 2013
- Nová díla v Nedbalke, 2014
- Michal Jakabčic, Viera Žilinčanová. Souzvuk imaginace, 2014
- Sochy ze sbírky Galerie Nedbalka – Hmatové studio. Tibor Bártfay, Anton Čutek, Vincent Hložník, Vladimír Kompánek, Jozef Kostka, Miroslav Ksandr, Andrej Rudavský, Juraj Rusňák, Pavel Tóth, Rudolf Uher, 2014
- Vincent Hložník. Poselství a vize, 2014
- Malba 2014, výstava finalistů soutěže Malba – Cena Nadace VÚB za malířské dílo pro mladé umělce
- Díla z depozitu, nová díla v Nedbalke, 2015
- Mária Medvecká, Pozdrav malířce Oravy, 2015
- Rudolf Krivoš, Obrazy 1958 – 2009, 2015
- Sklo – socha, objekt, malba, kresba a fotografie, 2015

## Publikace
- Galerie Nedbalka. 2012. ISBN 978-80-970531-2-3
- Stano Filko, katalog výstavy, 2012
- Juraj Rusňák, Bioformy, katalog výstavy, 2013. ISBN 978-80-971269-0-2.[1]
- Milan Paštéka, Úhel odvahy, 2013 ISBN 978-80-971269-1-9
- Endre Nemes, Obrazové básně, 2013 ISBN 978-80-971269-2-6
- Ašot Haas, Insside, 2013 ISBN 978-80-971269-3-3
- Galerie Nedbalka. Slovenské moderní umění. Stálá expozice. 2014. {{ISBN|978-80-971269-4-0}}.[2]
- Michal Jakabčic - Víra Žilinčanová, Souzvuk imaginace, 2014 ISBN 978-80-971269-5-7
- Juraj Rusňák, monografie. 2014. ISBN 978-80-971269-6-4.[3]
- Juraj Rusňák / Obejmout svět řečí tvaru, životopisný publikace. 2014. ISBN 978-80-971269-7-1.[4]
- Vincent Hložník, Poselství a vize, 2014 ISBN 978-80-971269-8-8
- Mária Medvecká, Pozdrav malířce Oravy, 2015 {{ISBN|978-80-971269-9-5}}
- Rudolf Krivoš, Svědectví - Signály - Odkazy , 2015 {{ISBN|978-80-89784-00-4}}